# Pé na Jaca
Pé na Jaca es una telenovela brasileña, de autoría de Carlos Lombardi que estrenó el 20 de noviembre de 2006, sustituyendo a Cobras & Lagartos, de João Emanuel Carneiro, en el horario de las 19 horas por TV Globo, y fue exhibida hasta el 15 de junio de 2007. La trama comenzó a ser grabada a finales de septiembre, con locaciones en París.
Fue escrita por Carlos Lombardi, con colaboración de Vinícius Vianna, Filipe Miguez, Nélio Abbade y Sebastião Maciel, dirigida por Ary Coslov, Gustavo Fernández, Marco Rodrigo, Paola Pol Balloussier, Paulo Silvestrini y Ricardo Waddington. 
Presentando a los actores Murilo Benício, Deborah Secco, Juliana Paes, Fernanda Lima y Marcos Pasquim en los roles principales.

## Trama
En el año 1984, en una granja cerca de Piracicaba, cinco niños se conocen. Arthur, que pasa los días en la granja de tío plantador de jacas; Elizabeth, la hija de una costurera; Guinevere, la hija de una empleada; Maria, la hija de un rico granjero; y Lancelotti, el hijo de uno de los colonos de la granja, se encuentran, por casualidad, en la ribera de un río en el interior de São Paulo, en Deus Me Livre (Dios Me Libre), pequeña ciudad cerca de Piracicaba.
Los cinco juegan sin darse cuenta de las diferencias sociales que los separan y se sienten seguros de que esa amistad durará para siempre. Pero con el fin de las vacaciones y, con la excepción de Lancelotti y María, nunca se encuentran.
Veinticinco años pasan hasta que el destino coloca a Arthur, Elizabeth, Guinevere, Maria y Lancelotti nuevamente en el mismo camino para que ellos puedan recomenzar desde cero, y para eso están todos de vuelta al punto de partida, donde todo comenzó – la ciudad de Deus Me Livre – sin la inocencia de los viejos tiempos y lejos de la amistad que juraron un día.
Arthur y Guinevere se enamoran perdidamente. Guinevere ya fue casada con Caco (hijo del millonario Último Botelho Bulhões), y tuvo una historia con Lance (Lancelotti), que está enamorado de María. Maria Bô tiene un marido en Francia a quien sustentaba Jean Luc, un conde fallido que vive de las apariencias, además de un pretendiente enamorado de ella que vive persiguiéndola por las calles de París: Thierry. Arthur, por entonces, estaba casado con la egoísta Vanessa, que lo traicionó con Juan. Este, ayudaba a Elizabeth (que llega a convertirse en la gran villana de la trama) en sus trampas, y la estimulaba a unirse al mal. Ella, tenía una desilusión por Deodato, que era compañero de la misteriosa Morgana. Ella, tuvo una relación en el pasado con Merlim, amigo de Último, con el que formaban un triángulo amoroso.
Elizabeth hará de todo para perjudicar a sus antiguos amigos, movida solamente por la envidia y la ambición, llegando al extremo por dinero y poder, mientras que los demás amigos se unen y juntos intentan mostrar a ella que el amor y la caridad son virtudes indispensables para vivir feliz verdaderamente.

## Exhibición y Audiencia en Brasil
- Exhibida entre el 20 de noviembre de 2006 hasta el 15 de junio de 2007
- Estreno: 40 pontos (con picos de 44).
- Último capítulo: 39 pontos.
- Obtuvo media general de 30 pontos de audiencia, igualando a su sucesora, Sete Pecados.

## Elenco
| Actor/Actriz         | Personaje                                                |
| -------------------- | -------------------------------------------------------- |
| Juliana Paes         | Guinevere Ataliba dos Santos Fortuna (Gui)               |
| Murilo Benício       | Arthur Fortuna                                           |
| Deborah Secco        | Elizabeth Aparecida Barra (Beth)                         |
| Marcos Pasquim       | Lance (Antônio Carlos Lancelotti/Tico)                   |
| Fernanda Lima        | Maria Bô (Maria Botelho Bulhões)                         |
| Flávia Alessandra    | Vanessa Fortuna                                          |
| Betty Lago           | Morgana (Maria Carolina Botelho Bulhões)                 |
| Bruno Garcia         | Juan Arrabal                                             |
| Rodrigo Lombardi     | Tadeu Lancelotti                                         |
| Carla Marins         | Dorinha (Isadora Cabedelo Haddad)                        |
| Alexandre Schumacher | Caco (Carlos Eduardo Botelho Bulhões)                    |
| Ricardo Tozzi        | Primo Cândido (Cândido Fortuna Botelho Bulhões)          |
| Fernanda de Freitas  | Lilinha (Maria Leila Barra Botelho Bulhões de Canabrava) |
| Sílvia Pfeifer       | Maria Clara Botelho Bulhões Noscheze                     |
| Daniele Valente      | Maria Celina                                             |
| Daniele Suzuki       | Rosa Tanaka                                              |
| Carlos Bonow         | Ed (Edmilson)                                            |
| Elias Gleizer        | Giácomo Lancelotti                                       |
| Sérgio Hondjakoff    | Nuno Botelho Noscheze                                    |
| Natália Lage         | Cecília                                                  |
| Oscar Magrini        | Delegado Palhares                                        |
| Alexandre Barros     | Átila Noscheze                                           |
| Cláudia Ventura      | Duda (Maria Eduarda)                                     |
| Cristina Sano        | Mitiko Tanaka                                            |
| Dan Nakagawa         | Mário Tanaka                                             |
| Dudu Azevedo         | Pipoca (Petrônio Palhares)                               |
| Emanuelle Araújo     | Clotilda Rodrigues Alves                                 |
| Érika Evantini       | Mimi (Mimosa Queirós)                                    |
| Gero Pestalozzi      | Deodato                                                  |
| Guilherme Piva       | Nirdo (Agronildo Ferreira Sales)                         |
| Lolita Rodrigues     | Carmem Cabedelo                                          |
| Lucy Ramos           | Guguta (Nina Botelho Noscheze)                           |
| Marcelo Torreão      | Plácido Haddad                                           |
| Maria Estela Rivera  | Irina Botelho Bulhões                                    |
| Rodrigo Hilbert      | Barrão (Flávio Barra)                                    |
| Samantha Schmütz     | Célia                                                    |
| Igor Rudolf          | Maurício Fortuna                                         |
| João Vieira          | Zidane Ataliba Botelho Bulhões                           |
| Larissa Biondo       | Débora Lancelotti Cabedelo                               |
| Miguel Rômulo        | Marquinhos (Marcos Lancelotti Cabedelo)                  |
| Rafael Miguel        | Percival Fortuna                                         |
| Sofia Terra          | Jô (Josephine Botelho Bulhões)                           |
| Arlete Salles        | Gioconda                                                 |
| Betty Faria          | Laura Barra                                              |
| Chico Anysio         | Cigano (Ezequiel de Jesus)                               |
| Leonardo Villar      | Tío José (José Fortuna)                                  |
| Paulo Goulart        | Vilela                                                   |
| Walmor Chagas        | Canabrava                                                |
| Humberto Martins     | Merlin Botelho Bulhões / Vasco                           |
| Fúlvio Stefanini     | Último Botelho Bulhões                                   |

## Banda sonora
Capa: En el frente, los animales que aparecen en la abertura de la telenovela. Atrás, la atriz Fernanda Lima.
1. "Rocks" - Caetano Veloso
2. "Lenda" - Céu (Tema de Maria Bô)
3. "Você Vai Estar na Minha" - Negra Li
4. "Ainda Bem" - Vanessa da Mata
5. "Infinito Particular" - Marisa Monte
6. "A Gente Merece Ser Feliz" - Ivan Lins
7. "Hoje (Ao Vivo)" - Cidade Negra
8. "Espirais (Remix Novela)" - Marjorie Estiano
9. "Tudo Por Acaso" - Lenine
10. "Escuta" - Luiza Possi
11. "Estranho Jeito de Amar" - Sandy & Júnior
12. "Fazenda"  - Milton Nascimento
13. "Corsário" - Elis Regina
14. "Chance de Amar" - Ângela Rô Rô
15. "Paixão" - Clara Becker
16. "Cheiro de Amor" - Maria Bethânia
17. "Eu Ando OK (Ridin' High)" - Zizi Possi